# اردو ۲
اردو ۲ (انگلیسی: Expedition 2) دومین اردو فضایی به ایستگاه بین‌المللی فضایی پس از اردو ۱ بود که به مدت ۱۶۷ روز به طول انجامید. اعضای این ماموریت فضای سه فضانورد به نام‌های یوری اوساچوف، سوزان هلمز و جیمز اس واس بودند.